# Mac OS X v10.5
O Mac OS X 10.6 "Leopard" é o sexto lançamento do Mac OS X , da Apple, desktop e servidor de sistema operacional para computadores Macintosh. Leopard foi lançado em 26 de outubro de 2007 como o sucessor do Tiger (versão 10.4), e está disponível em duas variantes: uma área de trabalho versão adequada para computadores pessoais , e um servidor de versão, o Mac OS X Server. Leopard foi substituído pelo Snow Leopard (versão 10.6). Leopard é a versão final do Mac OS X para apoiar o PowerPC a arquitetura como funções Snow Leopard apenas com Intel Macs.
Segundo a Apple, o Leopard contém mais de 300 alterações e melhorias sobre seu antecessor, o Mac OS X Tiger, que abrange componentes do núcleo do sistema operacional, bem como aplicações incluídas e ferramentas para desenvolvedores. Leopard introduz um desktop significativamente revisto, com um redesenhado Dock , Stacks , um semitransparente barra de menu , e uma atualização do Finder que incorpora o Cover Flow navegação visual da interface pela primeira vez no iTunes . Outras características notáveis incluem suporte para escrita de 64 bits de interface gráfica com o usuário aplicações, um utilitário de backup automatizado chamado Time Machine, suporte para Spotlight buscas em várias máquinas ea inclusão do Front Row e Photo Booth , que anteriormente eram incluídos apenas com alguns modelos de Mac.
A Apple perdeu quadro Leopard tempo de liberação, como originalmente anunciado pelo CEO da Apple, Steve Jobs. Quando discutida pela primeira vez em junho de 2005, Jobs afirmou que a Apple pretende lançar o Leopard no final de 2006 ou início de 2007. Um ano mais tarde, este foi alterado para a Primavera de 2007. No entanto, em 12 de abril de 2007, a Apple emitiu uma declaração de que seu lançamento seria adiado até outubro de 2007 por causa do desenvolvimento do iPhone.